# Dalbergia sambesiaca
Dalbergia sambesiaca är en ärtväxtart som beskrevs av Schinz. Dalbergia sambesiaca ingår i släktet Dalbergia, och familjen ärtväxter. IUCN kategoriserar arten globalt som otillräckligt studerad. Inga underarter finns listade i Catalogue of Life.